# Sportjahr 1924
Liste der Sportjahre

◄◄ | ◄ | 1920 | 1921 | 1922 | 1923 | Sportjahr 1924 | 1925 | 1926 | 1927 | 1928 | ► | ►►

Weitere Ereignisse   · Olympische Spiele · Olympische Winterspiele

## Ereignisse

### Olympische Spiele

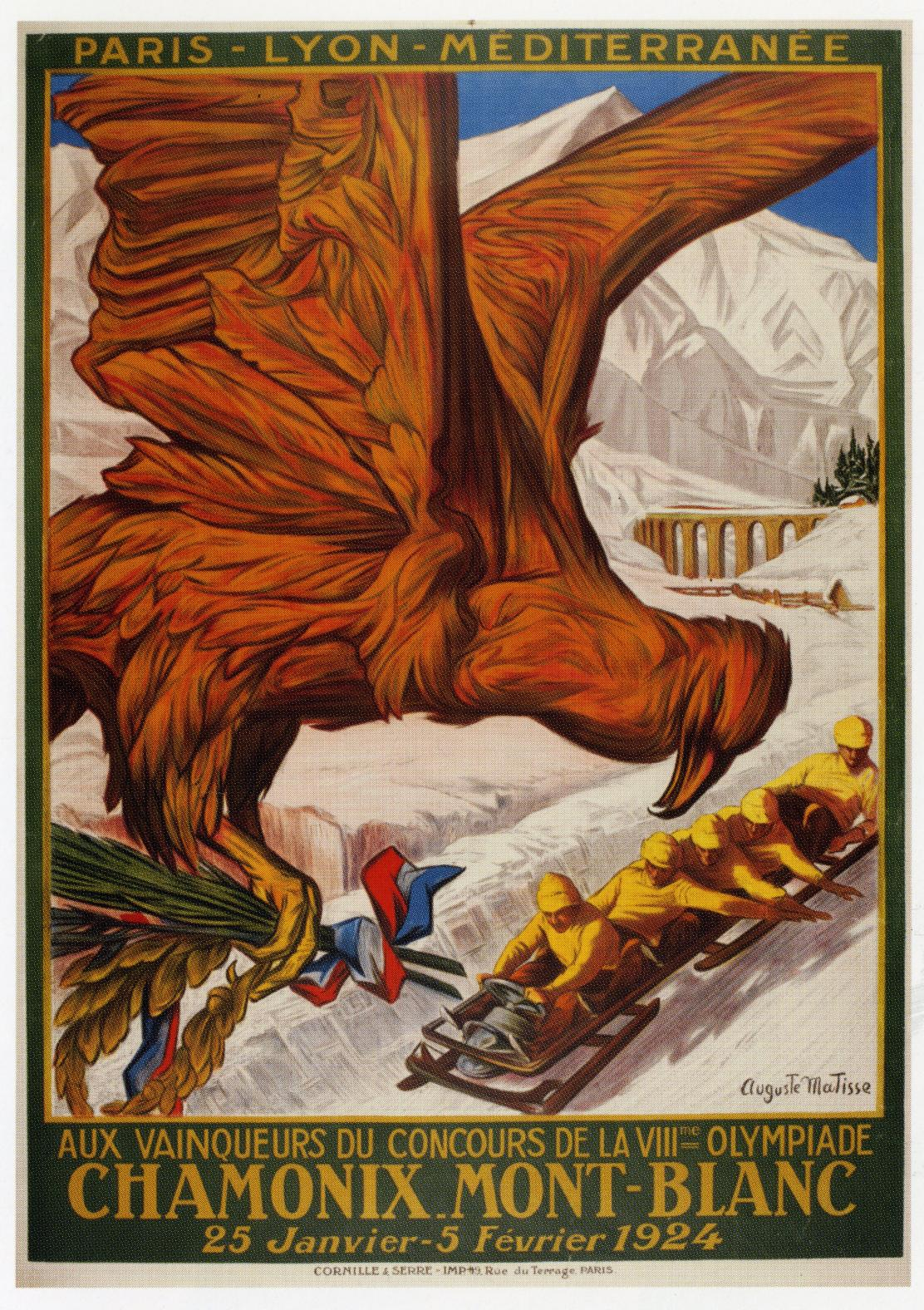
Poster der Internationalen Wintersportwoche

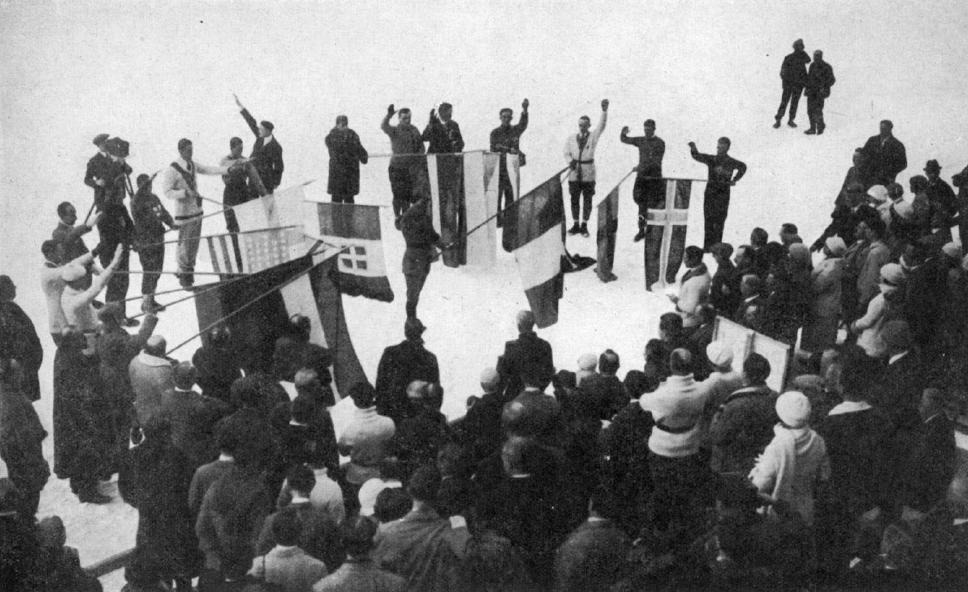
Olympischer Eid, gesprochen von Camille Mandrillon (Mitte)

- 25. Januar bis 5. Februar: In Chamonix wird im Rahmen der Olympischen Spiele von Paris die Internationale Wintersportwoche durchgeführt, die nachträglich als I. Olympische Winterspiele anerkannt werden. Dabei wird am 2. Februar die Fédération Internationale de Ski (FIS) gegründet. Es werden 16 Entscheidungen (14 für Männer, 1 für Frauen und 1 Mixed-Wettbewerb) in 7 Sportarten/9 Disziplinen ausgetragen und zusätzlich wird ein Ehrenpreis für Alpinismus vergeben. Deutschland, das als Verursacher des Ersten Weltkriegs und insbesondere als ehemaliger Aggressor gegen Frankreich gilt, hat auch gut fünf Jahre nach Kriegsende keine Einladung zu den Spielen der VIII. Olympiade nach Paris erhalten. Vertreter Österreichs sind dagegen ungeachtet der Rolle Österreich-Ungarns im Ersten Weltkrieg eingeladen und nehmen teil. Erfolgreichste Nation wird Norwegen mit 17 Medaillen.

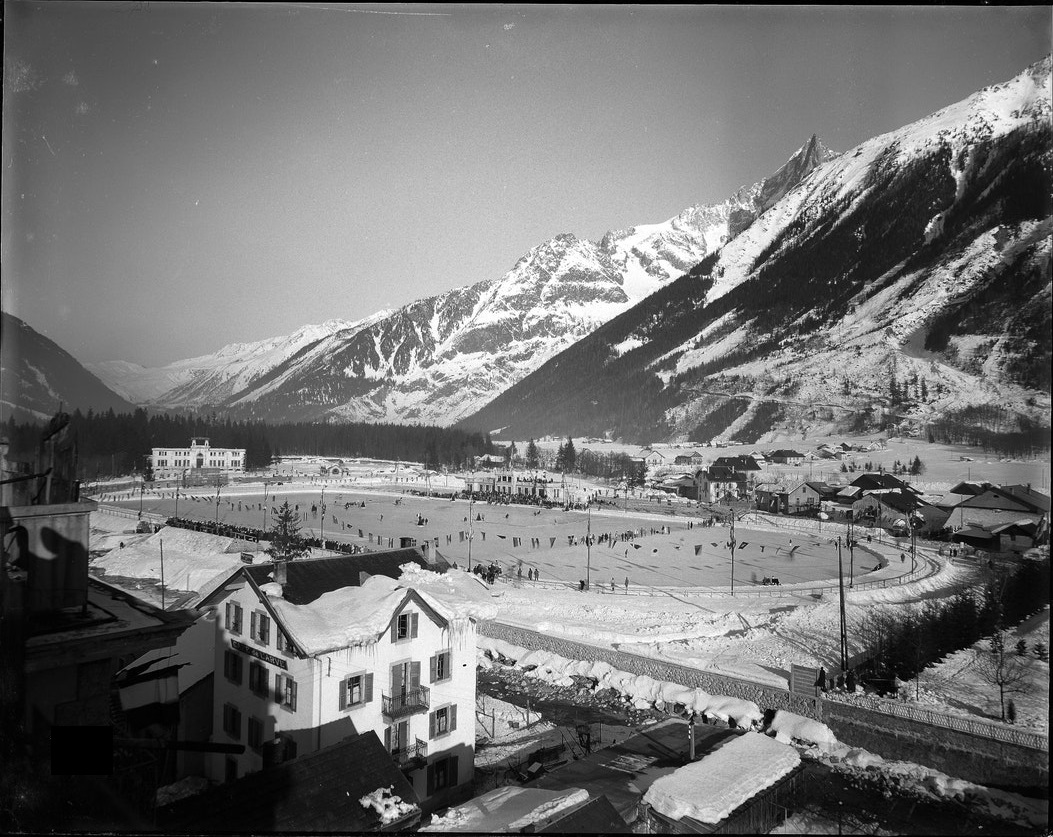
Blick auf das Olympiastadion in Chamonix

- 28. Januar bis 3. Februar: Das Eishockeyturnier bei der Wintersportwoche in Chamonix ist gleichzeitig auch die zweite Eishockey-Weltmeisterschaft. Weltmeister wird wie vor vier Jahren die Kanadische Eishockeynationalmannschaft. Auch die Nordischen Skiweltmeisterschaften vom 25. Januar bis 2. Februar werden im Rahmen der Internationalen Sportwoche abgehalten. Erfolgreichste Nation ist Norwegen, erfolgreichster Athlet mit drei Goldmedaillen Thorleif Haug.

Austragungsorte der Olympischen Spiele 1924

- 4. Mai bis 27. Juli: Bei den VIII. Olympischen Spielen, die auf ausdrücklichen Wunsch von Pierre de Coubertin bereits zum zweiten Mal in Paris ausgetragen werden, wird erstmals das von Henri Didon erdachte Motto Citius, altius, fortius zitiert. Es werden 126 Wettbewerbe (115 für Männer, 10 für Frauen und 1 Mixed Wettbewerb) in 17 Sportarten/23 Disziplinen ausgetragen. Das sind 30 Wettbewerbe und 5 Sportarten/6 Disziplinen weniger als in Antwerpen 1920. Erfolgreichste Athleten sind die finnischen Läufer Paavo Nurmi und Ville Ritola sowie der US-amerikanische Schwimmer Johnny Weissmüller. Bei der Abschlussfeier werden erstmals die drei Fahnen des Olympischen Komitees, des Veranstalterlandes und des nächsten Veranstalterlandes aufgezogen.

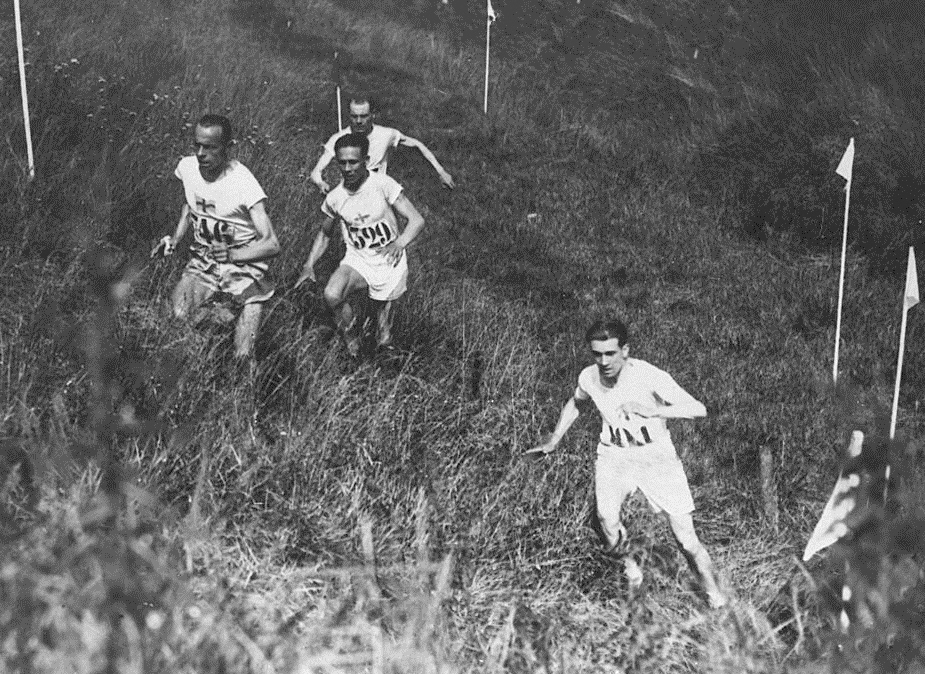
Querfeldeinlauf zu Beginn des Rennens, in Führung ein unbekannter Läufer, dahinter Edvin Wide (2.), Ville Ritola (3.) und Paavo Nurmi (4.)

- 12. Juli: Der Querfeldeinlauf der Männer geht als Hitzeschlacht von Colombes in die Sportgeschichte ein. Aufgrund enormer Hitze erreichen von den 38 gestarteten Läufern nur 15 das Ziel. Die finnische Lauflegende Paavo Nurmi bewältigt die rund 10.650 Meter lange Strecke als Schnellster mit einer Zeit von 32:54,8 Minuten. Sein Vorsprung auf den Zweitplatzierten, seinen Landsmann Ville Ritola, beträgt fast eineinhalb Minuten. Eine weitere Minute dahinter kommt der US-Amerikaner Earl Johnson als Dritter ins Ziel.
- 12. bis 20. Juli: Die Fédération Française des Échecs führt während der Olympischen Spiele die inoffizielle Schacholympiade 1924 durch, an deren Ende der Internationale Schachverband FIDE gegründet wird.

### Badminton
Höhepunkte des Badmintonjahres 1924 waren die All England, die Irish Open und die Scottish Open.

### Internationale Veranstaltungen
| Veranstaltung | Herreneinzel | Dameneinzel      | Herrendoppel                     | Damendoppel                         | Mixed                               |
| ------------- | ------------ | ---------------- | -------------------------------- | ----------------------------------- | ----------------------------------- |
| All England   | Gordon Mack  | Kitty McKane     | George Alan Thomas Frank Hodge   | Margaret McKane Stocks Kitty McKane | Frank Devlin Kitty McKane           |
| Irish Open    | Frank Devlin | Marian Horsley   | G. S. B. Mack George Alan Thomas | A. M. Head Kitty McKane             | G. S. B. Mack Margaret Tragett      |
| Scottish Open | Gordon Mack  | Margaret Tragett | Gordon Mack R. A. J. Goff        | Margaret Tragett E. F. Stewart      | George Alan Thomas Margaret Tragett |

### Bergsteigen
- Juni: Die Britische Mount-Everest-Expedition 1924 ist nach der ebenfalls britischen Expedition im Jahr 1922 die zweite Expedition, die ausdrücklich die Erstbesteigung des 8848 Meter hohen Mount Everest zum Ziel hat. Es werden drei Besteigungsversuche unternommen. Der erste scheitert früh an der Mitarbeit der Träger, den zweiten bricht Edward Norton aufgrund der späten Uhrzeit ab, er erreicht aber mit 8573 m eine neue Rekordhöhe für Bergsteiger. Beim dritten und letzten Besteigungsversuch verschwinden die Bergsteiger George Mallory und Andrew „Sandy“ Irvine. Bis heute wird darüber spekuliert, ob sie den Gipfel erreicht haben. Weil das Königreich Nepal für Ausländer gesperrt ist, steht der Expedition nur der Zugang von der tibetischen Nordseite her offen.

### Fußball
- Juni: Der violette Wiener Amateur-SV gewinnt die Österreichische Fußballmeisterschaft 1923/24. Es ist der erste Sieg der Mannschaft rund um den deutschen Tormann Theodor Lohrmann, Johann Tandler, Karl Geyer, Wilhelm Morocutti, Viktor Hierländer, Gustav Wieser und die Brüder Jenő und Kálmán Konrád.
- September: Die Österreichische Fußballmeisterschaft 1924/25 wird durch den im Vorjahr gegründeten Wiener Fußball-Verband erstmals als Profiliga geführt. Österreich ist damit das erste kontinentaleuropäische Land mit einer Profifußballliga. Die österreichische Fußballnationalmannschaft wird daraufhin von Deutschland „aus ethischen Gründen“ mit einem Boykott belegt. Es nehmen außer dem SC Germania Schwechat nur Wiener Vereine an den ersten beiden Ligen teil.

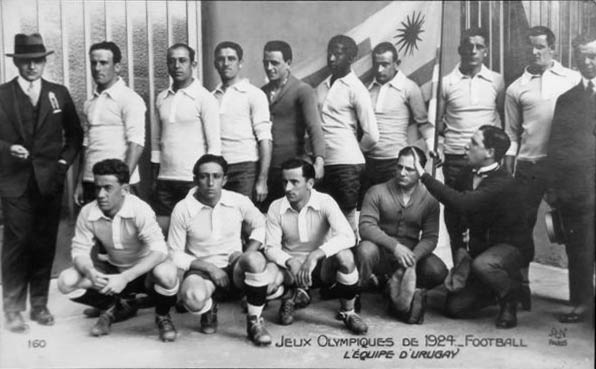
Die uruguayische Fußballnationalmannschaft 1924

- 12. Oktober bis 2. November: Gastgeber Uruguay gewinnt nur drei Monate nach seinem Olympiasieg auch den Campeonato Sudamericano 1924.
- 23. November: Das erste Spiel einer deutschen Fußballnationalmannschaft auf deutschem Boden gegen ein italienisches Nationalteam im Duisburger Wedaustadion geht mit 0:1 verloren.

### Leichtathletik
- 19. April: Der Amerikaner  Clarence DeMar gewinnt den Boston-Marathon 1924.

#### Leichtathletik-Meisterschaften

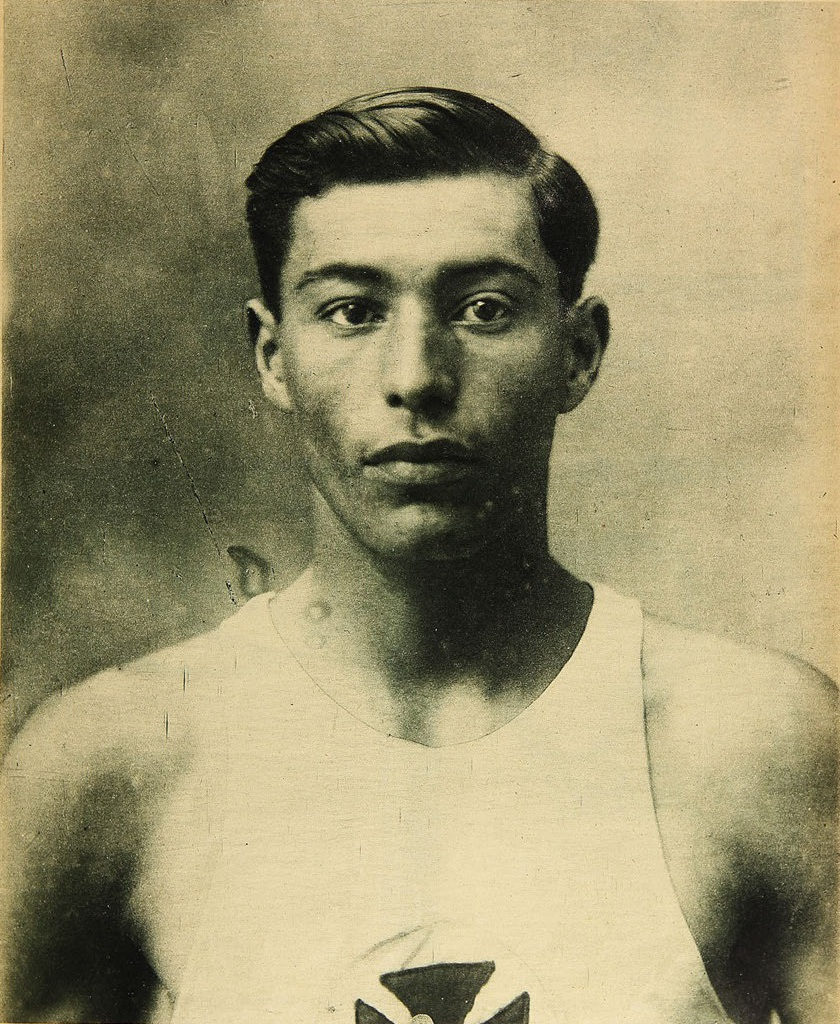
Manuel Plaza Reyes

- 17. bis 22. April: In Buenos Aires finden die Leichtathletik-Südamerikameisterschaften 1924 statt. Die Mannschaftswertung gewinnt die Mannschaft Argentiniens, erfolgreichster Athlet ist der chilenische Langstreckenläufer Manuel Plaza.

#### Leichtathletik-Weltrekorde

##### Sprint
- 14. September: Stanisława Walasiewicz, Polen, läuft die 100 Meter der Frauen in 11,7 s.

##### Mittelstreckenlauf

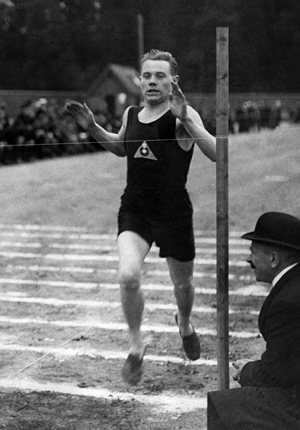
Paavo Nurmi bei seinem Weltrekord in Helsinki

- 19. Juni: Paavo Nurmi, Finnland, läuft die 1500 Meter der Männer in 3:52,6 min.

##### Langstreckenlauf
- 19. Juni: Paavo Nurmi, Finnland, läuft die 5000 Meter der Männer in 14:28,2 min.
- 25. Juli: Ville Ritola, Finnland, läuft die 10.000 Meter der Männer in 30:35,4 min.
- 6. August: Ville Ritola, Finnland, läuft die 10.000 Meter der Männer in 30:23,2 min.
- 31. August: Paavo Nurmi, Finnland, läuft die 10.000 Meter der Männer in 30:06,2 min.

##### Gehen
- 5. Mai: Paul Sievert, Deutschland, absolviert das 50.000-Meter-Gehen der Männer in 4:34:03 h.
- 20. Juni: Karl Hähnel, Deutschland, absolviert das 50.000-Meter-Gehen der Männer in 4:36:22 h.

##### Wurfdisziplinen
- 14. April: Lucie Petit-Diagre, Belgien, erreicht im Diskuswurf der Frauen 27,7 m.
- 14. Mai: Thomas Lieb, USA, erreicht im Diskuswurf der Männer 47,61 m.
- 14. Juli: Violette Morris, Frankreich, stößt im Kugelstoßen der Frauen 10,15 m.
- 12. August: Gunnar Lindström, Schweden, erreicht im Speerwurf der Männer 66,62 m.
- 21. August: Lucie Petit-Diagre, Belgien, erreicht im Diskuswurf der Frauen 28,32 m.

##### Sprungdisziplinen
- 5. Mai: Ralph Spearow, USA, erreicht im Stabhochsprung der Männer 4,22 m, eine Weltbestleistung, die allerdings nicht als Weltrekord anerkannt wird.
- 27. Mai: Harold Osborn, USA, springt im Hochsprung der Männer 2,03 m, ein Rekord, der bis 1933 Bestand hat.
- 7. August: Robert LeGendre, USA, erreicht im Weitsprung der Männer 7,76 m.
- 12. August: Nick Winter, USA, erreicht im Dreisprung der Männer 15,52 m.

##### Mehrkampf
- 12. August: Harold Osborn, USA, erreicht bei den Olympischen Spielen im Zehnkampf der Männer 7710 Punkte.

### Motorsport

#### Motorradsport

##### Motorrad-Europameisterschaft
- Bei der erstmals ausgetragenen Motorrad-Europameisterschaft gewinnt der Belgier Maurice van Geert auf Rush-Blackburne vor den beiden österreichischen Puch-Piloten Hugo Höbel und Rupert Karner den Titel in der 250-cm³-Klasse.
- Bei den 350ern siegt der Brite Jimmie Simpson auf A.J.S. vor den beiden Italienern Isacco Mariani (Garelli) und Mario Saetti (Bianchi).
- In der 500-cm³-Klasse siegt der Italiener Guido Mentasti auf Moto Guzzi vor seinem Landsmann und Markengefährten Erminio Visioli und dem Briten Tom Simister (Norton).

##### Deutsche Motorrad-Straßenmeisterschaft
- Bei der erstmals ausgetragenen Deutschen Motorrad-Straßenmeisterschaft werden vom ADAC und vom DMV konkurrierende Titel vergeben.
- Die Sieger beim ADAC lauten Hans Letnar (Cockerell, 175 cm³), Reinhard von Koenig-Fachsenfeld (Cotton, 250 cm³), Erich Pätzold (Imperia, 350 cm³), Franz Bieber (BMW, 500 cm³) und Toni Bauhofer (Megola, über 500 cm³).
- Deutsche Meister des DMV werden Jakob Weißmantel (Zündapp, 250 cm³), Herbert Ernst (A.J.S., 350 cm³), Albert Schuster (Wanderer, 500 cm³) und Rubin / unbekannt (Harley-Davidson, Gespanne).

### Radsport

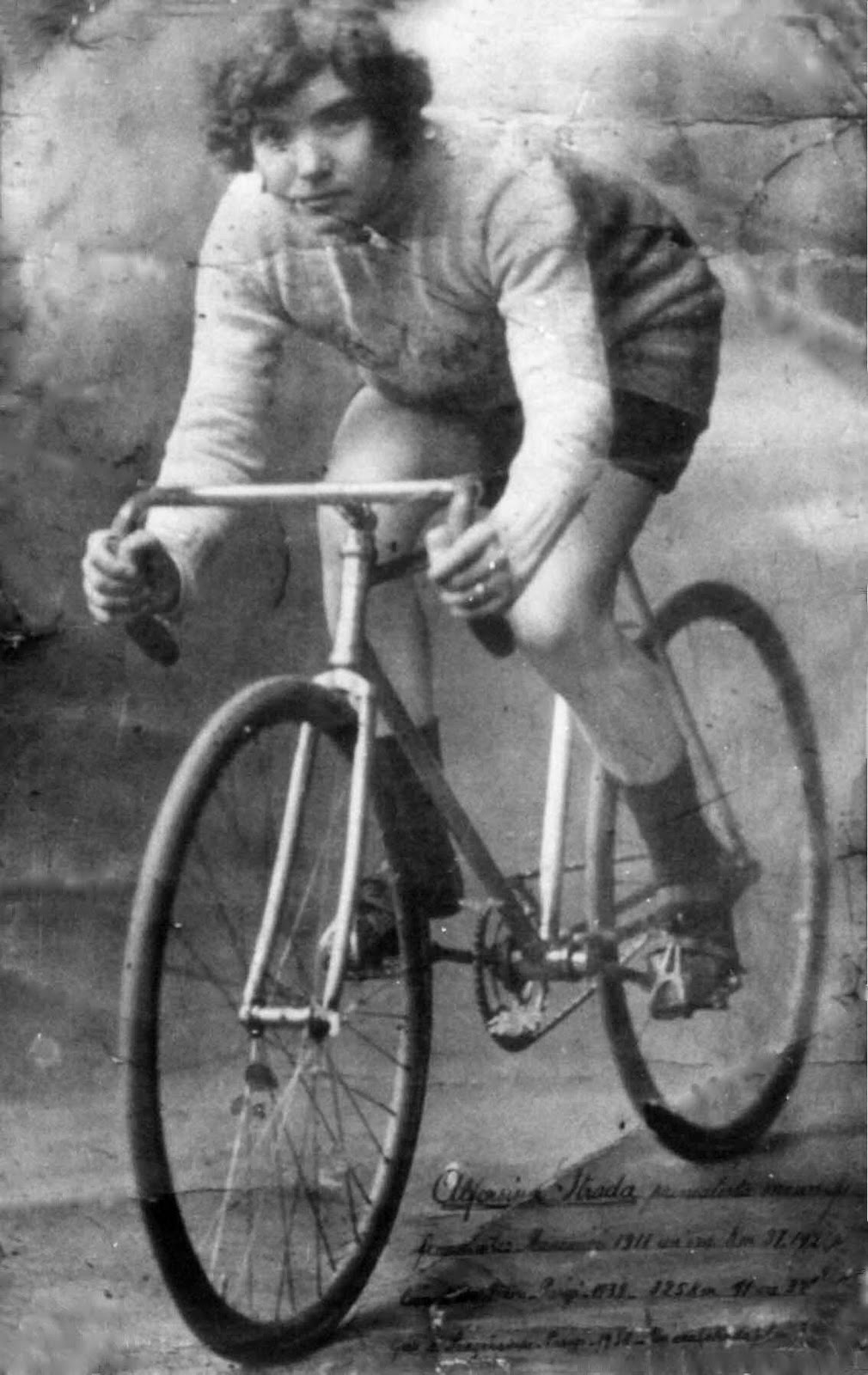
Alfonsina Strada

- 10. Mai bis 1. Juni: Der Italiener Giuseppe Enrici gewinnt den Giro d’Italia 1924. Besondere Aufmerksamkeit erregt die Radrennfahrerin Alfonsina Strada, die als einzige Frau jemals bei dieser Rundfahrt startet.

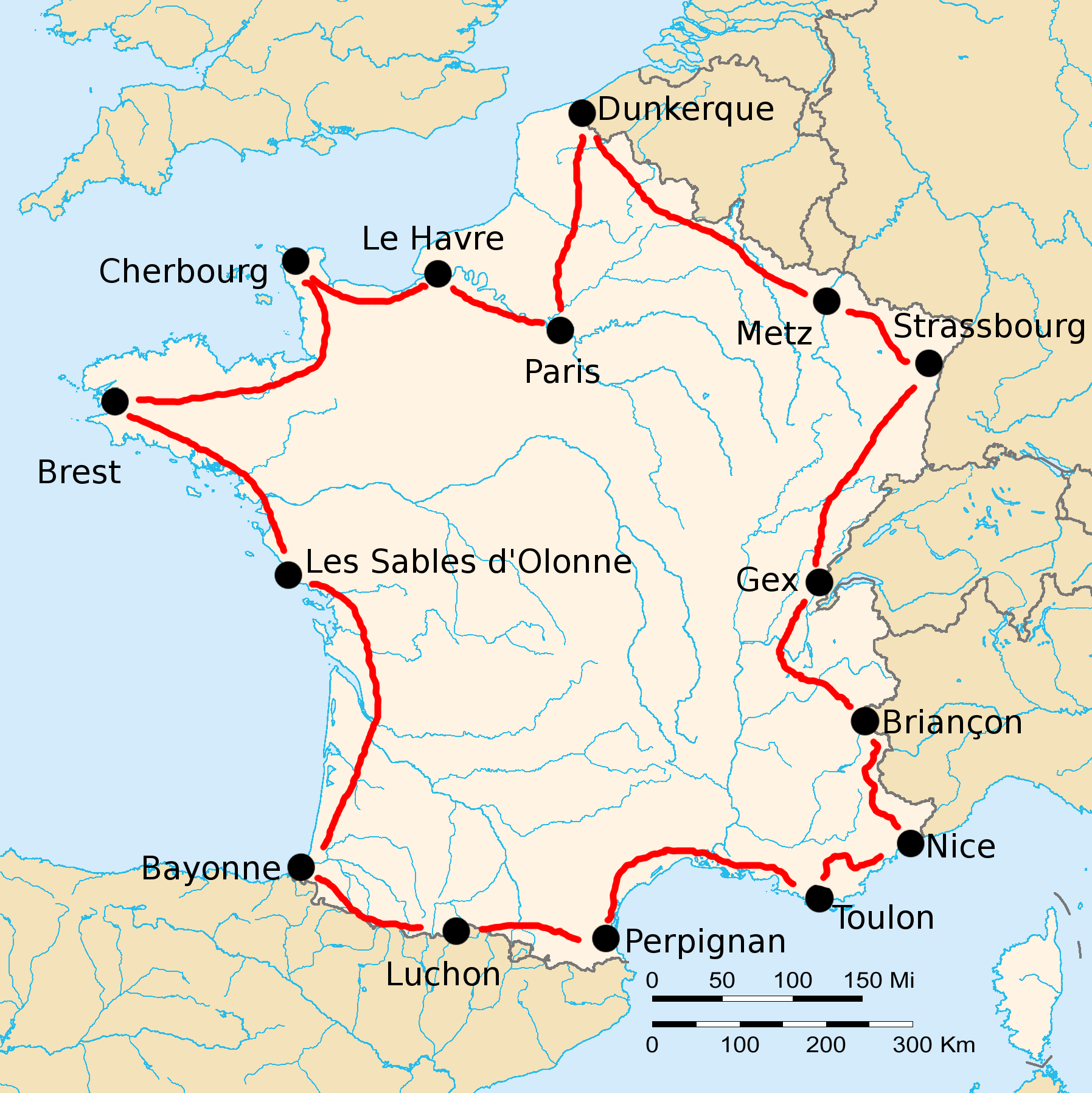
Streckenkarte der Tour de France 1924

- 22. Juni bis 20. Juli: Der Italiener Ottavio Bottecchia dominiert die Tour de France 1924 von Beginn an.
- 2. August: An den UCI-Straßen-Weltmeisterschaften 1924 nehmen nur Amateurfahrer teil. Sieger wird der Franzose André Leducq vor Otto Lehner aus der Schweiz.
- 3. /10. August: Die Bahnradsport-Weltmeisterschaften 1924 finden in Paris auf der Radrennbahn im Prinzenparkstadion statt.

### Ringen
- 6. bis 8. September: Bei den Ringer-Europameisterschaften 1924 finden anders als bei den Olympischen Spielen nur im griechisch-römischen Stil statt. Es nehmen ausschließlich deutsche Sportler an den Wettbewerben teil.

### Tennis
- 19. bis 26. Januar: Australasian Championships 1924
- Mai bis September: Das Team der USA gewinnt die 19. International Lawn Tennis Challenge 1924.
- 23. Juni bis 5. Juli: Wimbledon Championships 1924

### Wintersport
- 16. bis 27. Februar: Die Eiskunstlauf-Weltmeisterschaften 1924 werden in Manchester und Oslo ausgetragen.
- Die Eiskunstlauf-Europameisterschaft 1924 findet in Davos statt. Der Österreicher Fritz Kachler gewinnt vor seinem Landsmann Ludwig Wrede und dem Deutschen Werner Rittberger.

### Weitere Ereignisse
- 13. April: In Athen gründen aus Kleinasien und Konstantinopel vertriebene Griechen den Sportverein AEK Athen. Der Großteil der Spieler war früher bei AS Pera Konstantinopel aktiv.
- 28. April bis 5. Mai: Im Billard wird die Cadre-45/2-Weltmeisterschaft 1924 ausgetragen. Es siegt der Franzose Albert Corty.
- 26. Oktober: Der Verband der Arbeiter- und Soldatensportvereinigungen Österreichs (VAS) wird zum Arbeiterbund für Sport und Körperkultur in Österreich (ASKÖ) umgeformt.
- In Berlin finden die Turn- und Sportwoche im Lustgarten und das Nationale Jubiläums-Sportfest im Deutschen Stadion statt.

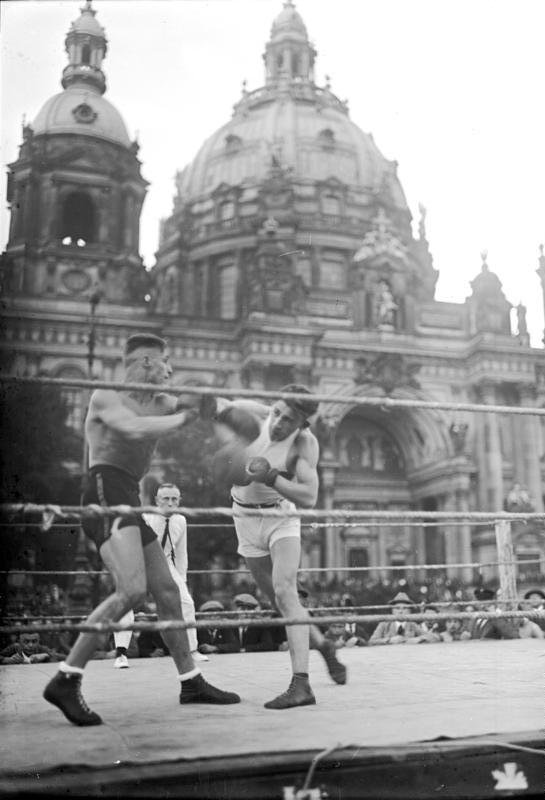
Turn- und Sportwoche im Lustgarten in Berlin

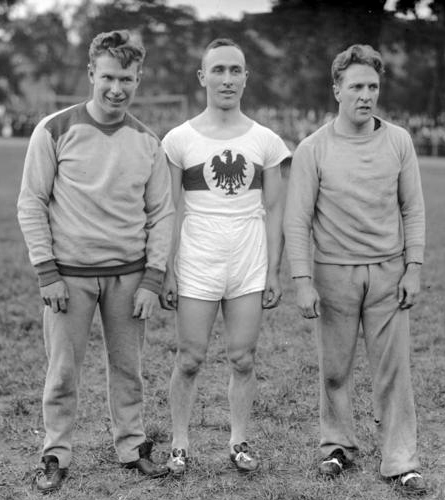
Charles Paddock, Hubert Houben und Loren Murchison

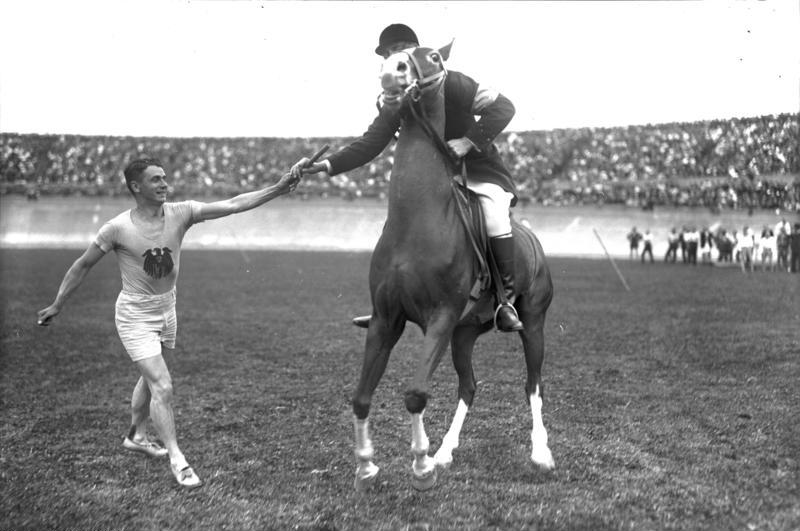
Nationales Jubliläums-Sportfest in Berlin

## Geboren

### Januar
- 01. Januar: Willi Faust, deutscher Motorradrennfahrer († 1992)
- 01. Januar: Klaus Junge, deutscher Schachmeister († 1945)
- 04. Januar: Alberto Bertuccelli, italienischer Fußballspieler († 2002)
- 04. Januar: Marianne Werner, deutsche Leichtathletin († 2023)
- 06. Januar: Pablo Birger, argentinischer Automobilrennfahrer († 1966)
- 06. Januar: Alfredo Milani, italienischer Motorradrennfahrer († 2017)
- 07. Januar: Ralph Warburton, US-amerikanischer Eishockeyspieler († 2021)
- 12. Januar: Olivier Gendebien, belgischer Automobilrennfahrer († 1998)
- 17. Januar: John Riseley-Prichard, britischer Automobilrennfahrer († 1993)
- 22. Januar: Ortvin Sarapu, neuseeländischer Schachspieler estnischer Herkunft († 1999)
- 25. Januar: Lou Groza, US-amerikanischer American-Football-Spieler († 2000)
- 27. Januar: John Murray, britischer Eishockeyspieler, -trainer und -funktionär († 2017)
- 29. Januar: Edi Finger, österreichischer Sportjournalist und erster TV-Sportreporter in Österreich († 1989)

### Februar
- 03. Februar: Robert Schlienz, deutscher Fußballspieler († 1995)
- 04. Februar: Karl Adam, deutscher Fußballspieler († 1999)
- 06. Februar: Billy Wright, englischer Fußballspieler († 1994)
- 08. Februar: Etsuko Inada, japanische Eiskunstläuferin († 2003)
- 11. Februar: Budge Patty, US-amerikanischer Tennisspieler († 2021)
- 16. Februar: Ada Pace, italienische Automobilrennfahrerin († 2016)
- 19. Februar: David Bronstein, russischer Schachgroßmeister († 2006)
- 21. Februar: Friedrich Walter, österreichischer Eishockeyspieler († 1980)
- 22. Februar: Henryk Bromowicz, polnischer Eishockeyspieler und -trainer († 1982)
- 24. Februar: Mokhtar Arribi, algerischer Fußballspieler und -trainer († 1989)
- 27. Februar: Werner Heynisch, deutscher Wasserballspieler und Sportfunktionär († 1977)
- 29. Februar: Pierre Sinibaldi, französischer Fußballspieler und -trainer († 2012)

### März
- 03. März: Omero Tognon, italienischer Fußballspieler und -trainer († 1990)
- 06. März: Ottmar Walter, deutscher Fußballspieler († 2013)
- 08. März: Nikolai Michailowitsch Sologubow, sowjetischer Eishockeyspieler († 1988)
- 12. März: Valerio Bacigalupo, italienischer Fußballspieler († 1949)
- 16. März: Edi Mall, österreichischer Skirennläufer († 2014)
- 17. März: Werner Aßmann, deutscher Handballspieler († 1993)
- 17. März: Hans Bänninger, Schweizer Eishockeytorhüter († 2007)
- 19. März: Karl Schüßler, deutscher Skilangläufer († 2023)
- 28. März: Birte Christoffersen, dänisch-schwedische Wasserspringerin

### April
- 03. April: Thorstein Kråkenes, norwegischer Ruderer († 2005)
- 04. April: Bob Christie, US-amerikanischer Automobilrennfahrer († 2009)
- 05. April: Igor Andrejewitsch Borissow, russischer Ruderer († 2003)
- 19. April: Werner Kohlmeyer, deutscher Fußballspieler († 1974)
- 25. April: Sophie Nogler, österreichische Skirennläuferin († 2015)
- 25. April: Janez Polda, jugoslawischer Skispringer († 1964)
- 27. April: Lena Stumpf, deutsche Leichtathletin († 2012)

### Mai
- 03. Mai: Concetto Lo Bello, italienischer Fußballschiedsrichter, Sportfunktionär und Politiker († 1991)
- 03. Mai: Ken Tyrrell, britischer Automobilrennfahrer und Gründer des Tyrrell-Formel-1-Teams († 2001)
- 05. Mai: Fernand Grosjean, Schweizer Skirennfahrer († 2015)
- 11. Mai: Luděk Pachman, tschechisch-deutscher Schachspieler († 2003)
- 20. Mai: Ralph Hansch, kanadischer Eishockeytorwart († 2008)
- 20. Mai: Iwan Udodow, sowjetisch-russischer Gewichtheber und Olympiasieger († 1981)
- 24. Mai: Fritz Siefert, deutscher Radrennfahrer († unbekannt)
- 25. Mai: Ibrahim Geagea, libanesischer Skirennfahrer († 1985)
- 25. Mai: Rafael Iglesias, argentinischer Olympiasieger im Boxen († 1999)
- 25. Mai: István Nyers, ungarischer Fußballspieler († 2005)

### Juni
- 01. Juni: Rudi Piffl, deutscher Tischtennisspieler († 2013)
- 04. Juni: Ettore Chimeri, venezolanischer Automobilrennfahrer († 1960)
- 08. Juni: Martha Bachem, deutsch-österreichische Eiskunstläuferin († 2015)
- 16. Juni: Freimut Stein, deutscher Psychologe und Eiskunstläufer († 1986)
- 18. Juni: George Mikan, US-amerikanischer Basketballspieler († 2005)
- 19. Juni: Erkki Kataja, finnischer Leichtathlet († 1969)
- 19. Juni: Leo Nomellini, US-amerikanischer American-Football-Spieler († 2000)
- 21. Juni: Ricardo Infante, argentinischer Fußballspieler († 2008)
- 21. Juni: Rudolf Kleiner, Schweizer Eisschnellläufer († 2012)
- 29. Juni: Karl Molitor, Schweizer Skirennfahrer († 2014)
- 30. Juni: Maino Neri, italienischer Fußballspieler und -trainer († 1995)

### Juli
- 07. Juli: Marcel Vandewattyne, belgischer Leichtathlet († 2009)
- 10. Juli: Wladimir Sucharew, sowjetischer Leichtathlet († 1997)
- 11. Juli: Charlie Tully, nordirischer Fußballspieler († 1971)
- 11. Juli: Alberto Uria, Automobilrennfahrer aus Uruguay († 1988)
- 18. Juli: Inge Sørensen, dänische Schwimmerin († 2011)
- 22. Juli: Carlo Lafranchi, Schweizer Radrennfahrer († 2003)
- 27. Juli: John Hansen, dänischer Fußballspieler († 1990)
- 28. Juli: Ejvind Hansen, dänischer Kanute († 1996)
- 28. Juli: Luigi Musso, italienischer Automobilrennfahrer († 1958)
- 30. Juli: Attilio Giovannini, italienischer Fußballspieler († 2005)

### August
- 02. August: Trofim Lomakin, sowjetisch-russischer Gewichtheber († 1973)
- 05. August: Kéba Mbaye, senegalesischer Jurist und Sportfunktionär († 2007)
- 14. August: Jean Monnier, französischer Skispringer († 1995)
- 17. August: Jim Finney, britischer Fußballschiedsrichter († 2008)
- 19. August: Hugo Ziermann, deutscher Leichtathlet († 2008)
- 28. August: Jimmy Daywalt, US-amerikanischer Automobilrennfahrer († 1966)
- 31. August: Thor Pedersen, norwegischer Ruderer († 2008)

### September
- 04. September: Bobby Grim, US-amerikanischer Automobilrennfahrer († 1995)
- 06. September: Tauno Suvanto, finnischer Leichtathlet († 1974)
- 09. September: Rik Van Steenbergen, belgischer Radrennfahrer († 2003)
- 10. September: Günther Hennerici, deutscher Unternehmer und Motorsportteamchef († 2000)
- 11. September: José Behra, französischer Automobilrennfahrer († 1997)
- 11. September: Tom Landry, US-amerikanischer American-Football-Spieler und -Trainer († 2000)
- 21. September: Hermann Buhl, österreichischer Bergsteiger († 1957)
- 24. September: Olavi Rinteenpää, finnischer Hindernisläufer († 2022)
- 27. September: Willi Scheidhauer, deutscher Motorradrennfahrer und Unternehmer († 2012)
- 28. September: Giuseppe Chiappella, italienischer Fußballspieler und -trainer († 2009)

### Oktober
- 01. Oktober: Hans Hagenacker, deutscher Fußballspieler († 1983)
- 08. Oktober: Jack Ahearn, australischer Motorradrennfahrer († 2017)
- 08. Oktober: Johnny Werket, US-amerikanischer Eisschnelllauf und Eisschnelllauftrainer († 2010)
- 11. Oktober: Mal Whitfield, US-amerikanischer Sprinter und Mittelstreckenläufer, Olympiasieger 1948 und 1952 († 2015)
- 17. Oktober: Giacomo Mari, italienischer Fußballspieler und -trainer († 1991)
- 18. Oktober: Igino Rizzi, italienischer Skispringer († 2015)
- 20. Oktober: Justus Eccarius, deutscher Fußballspieler († 2013)
- 24. Oktober: George Amick, US-amerikanischer Automobilrennfahrer († 1959)
- 28. Oktober: Antonio Creus, spanischer Automobilrennfahrer († 1996)
- 30. Oktober: Maria Sander, deutsche Leichtathletin († 1999)

### November
- 05. November: Karel Stibor, tschechoslowakischer Eishockeyspieler († 1948)
- 08. November: Johnny Bower, kanadischer Eishockeytorhüter († 2017)
- 10. November: Klaus Baess, dänischer Segler († 2018)
- 13. November: Matthias Mauritz, deutscher Fußballspieler († 2016)
- 16. November: Erika Mahringer, österreichische Skirennläuferin († 2018)
- 16. November: Mel Patton, US-amerikanischer Sprinter und Olympiasieger († 2014)
- 17. November: Anatoli Parfenow, sowjetisch-russischer Ringer und Olympiasieger († 1993)
- 20. November: Karen Harup, dänische Schwimmerin († 2009)
- 27. November: Helge Muxoll Schrøder, dänischer Ruderer († 2012)

### Dezember
- 03. Dezember: Roberto Mieres, argentinischer Automobilrennfahrer († 2012)
- 03. Dezember: Joseph Perrault, US-amerikanischer Skispringer († 2010)
- 03. Dezember: Fred Taylor, US-amerikanischer Basketballtrainer († 2002)
- 03. Dezember: John Winter, australischer Leichtathlet († 2007)
- 06. Dezember: Ebert Van Buren, US-amerikanischer American-Football-Spieler († 2019)
- 07. Dezember: John Love, rhodesischer Automobilrennfahrer († 2005)
- 11. Dezember: Doc Blanchard, US-amerikanischer American-Football-Spieler († 2009)
- 15. Dezember: Quido Adamec, tschechischer Eishockeyschiedsrichter († 2007)
- 17. Dezember: Ralph Olinger, Schweizer Skirennfahrer († 2006)
- 20. Dezember: Karl-Heinz Heimann, deutscher Sportjournalist († 2010)
- 22. Dezember: Tonny van Ede, niederländischer Fußballspieler († 2011)
- 23. Dezember: Bob Kurland, US-amerikanischer Basketballspieler († 2013)
- 24. Dezember: Thomas Keller, Schweizer Ruderer und langjähriger Präsident des Ruderweltverbandes FISA († 1989)
- 26. Dezember: Glenn Davis, US-amerikanischer American-Football-Spieler († 2005)
- 26. Dezember: Hans Fräbel, deutscher Motorradrennfahrer († 1997)

### Datum unbekannt
- Franco Lini, italienischer Journalist und Teamchef der Scuderia Ferrari († 1996)

## Gestorben
- 01. Januar: Billy Miske, US-amerikanischer Boxer (* 1894)
- 13. Januar: Herman Georges Berger, französischer Fechter (* 1875)

- 07. Februar: Charles Behm, luxemburgischer Kunstturner (* 1883)
- 17. Februar: Charles Herbert, britischer Sportler, Sportfunktionär, Gründungsmitglied des Internationalen Olympischen Komitees (* 1846)
- 20. Februar: Albert Betts, britischer Turner (* 1888)

- 0 1. März: Louis Perrée, französischer Fechter (* 1871)
- 04. März: Leif Erichsen, norwegischer Segler (* 1888)
- 21. März: Frederick Heckwolf, US-amerikanischer Sprinter (* 1879)

- 0 1. April: Lloyd Hildebrand, britischer Radsportler (* 1870)
- 0 1. April: Stan Rowley, australischer Leichtathlet (* 1876)
- 17. April: Ralph Spotts, US-amerikanischer Sportschütze (* 1875)

- 07. Mai: Georg Selenius, norwegischer Turner (* 1884)
- 27. Mai: Max Hainle, deutscher Schwimmer (* 1882)

- 08. Juni: George Mallory, englischer Bergsteiger (* 1886)
- 08. Juni: Andrew Irvine, englischer Bergsteiger (* 1902)
- 10. Juni: William Maddison, britischer Segler (* 1882)
- 30. Juni: Per Kinde, schwedischer Sportschütze (* 1887)

- 22. Juli: Bengt Lagercrantz, schwedischer Sportschütze (* 1887)
- 01. September: Joseph Henry Blackburne, englischer Schachgroßmeister (* 1841)
- 02. September: Dario Resta, italienisch-britischer Automobilrennfahrer (* 1884)
- 14. September: Conrad Magnusson, US-amerikanischer Tauzieher (* 1874)
- 15. September: Jimmy Murphy, US-amerikanischer Automobilrennfahrer (* 1894)

- 16. Oktober: John Black, kanadischer Sportschütze (* 1882)
- 19. Oktober: Louis Zborowski, britischer Automobilrennfahrer und -ingenieur (* 1895)

- 03. November: Philipp Strauch, russischer Segler (* 1862)
- 17. November: Konrad Hirsch, schwedischer Fußballspieler (* 1900)

- 23. Dezember: George Dockrell, britischer Schwimmer (* 1886)